# زالومون ياكوب كوهن
زالومون ياكوب كوهن (بالألمانية: Salomon Jacob Kohen)‏ هو مترجم وكاتب وشاعر ألماني، ولد في 23 ديسمبر 1772 في Międzyrzecz ‏ في بولندا، وتوفي في 20 فبراير 1845 في هامبورغ في ألمانيا.